# Passagem (Paraíba)
Passagem é um município brasileiro do estado da Paraíba, localizado na Região Geográfica Imediata de Patos e integrante da Região Metropolitana de Patos. De acordo com o IBGE (Instituto Brasileiro de Geografia e Estatística), no ano 2022 sua população foi estimada em 2.436 habitantes. Área territorial de 123,422 km².

## Geografia
O município está incluído na área geográfica de abrangência do semiárido brasileiro, definida pelo Ministério da Integração Nacional em 2005.  Esta delimitação tem como critérios o índice pluviométrico, o índice de aridez e o risco de seca.

### Clima
Dados do Departamento de Ciências Atmosféricas, da Universidade Federal de Campina Grande, mostram que Passagem apresenta um clima com média pluviométrica anual de 688,2 mm e temperatura média anual de 25,2 °C.
| Dados climatológicos para Passagem            | Dados climatológicos para Passagem | Dados climatológicos para Passagem | Dados climatológicos para Passagem | Dados climatológicos para Passagem | Dados climatológicos para Passagem | Dados climatológicos para Passagem | Dados climatológicos para Passagem | Dados climatológicos para Passagem | Dados climatológicos para Passagem | Dados climatológicos para Passagem | Dados climatológicos para Passagem | Dados climatológicos para Passagem | Dados climatológicos para Passagem |
| Mês                                           | Jan                                | Fev                                | Mar                                | Abr                                | Mai                                | Jun                                | Jul                                | Ago                                | Set                                | Out                                | Nov                                | Dez                                | Ano                                |
| --------------------------------------------- | ---------------------------------- | ---------------------------------- | ---------------------------------- | ---------------------------------- | ---------------------------------- | ---------------------------------- | ---------------------------------- | ---------------------------------- | ---------------------------------- | ---------------------------------- | ---------------------------------- | ---------------------------------- | ---------------------------------- |
| Temperatura máxima média (°C)                 | 33,4                               | 32,6                               | 32,0                               | 31,4                               | 30,5                               | 29,7                               | 29,6                               | 31,0                               | 32,4                               | 33,7                               | 34,2                               | 34,2                               | 32,1                               |
| Temperatura média (°C)                        | 26,4                               | 25,9                               | 25,5                               | 25,3                               | 24,6                               | 23,7                               | 23,5                               | 24,0                               | 25,0                               | 25,9                               | 26,4                               | 26,6                               | 25,2                               |
| Temperatura mínima média (°C)                 | 21,3                               | 21,2                               | 21,1                               | 20,8                               | 20,2                               | 19,2                               | 18,5                               | 18,5                               | 19,5                               | 20,3                               | 20,9                               | 21,3                               | 20,2                               |
| Precipitação (mm)                             | 60,6                               | 139,5                              | 177,6                              | 173,6                              | 40,6                               | 19,8                               | 11,7                               | 1,9                                | 0,7                                | 1,1                                | 8,1                                | 17,7                               | 688,2                              |
| Fonte: Departamento de Ciências Atmosféricas. |                                    |                                    |                                    |                                    |                                    |                                    |                                    |                                    |                                    |                                    |                                    |                                    |                                    |

## Economia
A base econômica do município é o setor primário. Na agricultura destacam-se as culturas de sorgo, feijão, milho manga, caju e côco. Na pecuária há criação de gado bovino ovino e caprino. A avicultura predominante é a de galináceos, com produção de ovos. Suas ruas principais possuem pavimentação asfáltico, porém muitas ainda estão em estradas de chão, na infraestrutura a cidade possuí um centro movimentado com supermercados, casa lotérica, correios, loja de vestuário, salgateria, casa de rações, museu, bares e praças. Na parte de arborização, foi retirada boa parte das plantas, inclusive nas praças, causando problemas com altas temperaturas.